# Döbelns park
Het Döbelns park is een stadspark gelegen in het centrum van het Zweedse Umeå. Het Döbelns park is het oudste park in Umeå en is al lang een cultureel park geweest, zo kunnen hier concerten plaatsvinden en is er een theater te vinden. Het park is gelegen aan de Storgatan en ten oosten van de Umeå Stadskerk.

## Geschiedenis
Het park is opgericht in 1865 onder de naam Stadsträdgården (Stadspark) maar is in 1867 hernoemd naar de generaal Georg Carl von Döbeln, waar toen een monument van werd geplaatst. Het park is ontworpen in de Engelse stijl.
In 1888 verwoestte een grote stadsbrand het merendeel van het park en de vele struiken en bomen werden zwaar beschadigd. Het monument bleef onbeschadigd. In 1897 begon een grote restauratie.
In 1920 werd er een theater in het park geplaatst, waar concerten en andere optredens kunnen plaatsvinden. Naast het monument van Von Döbeln is er ook een buste van de Zweedse componist Wilhelm Peterson-Berger te vinden. Het park werd in 1997 opnieuw gerestaureerd met als doel het park te verbeteren als cultureel park.

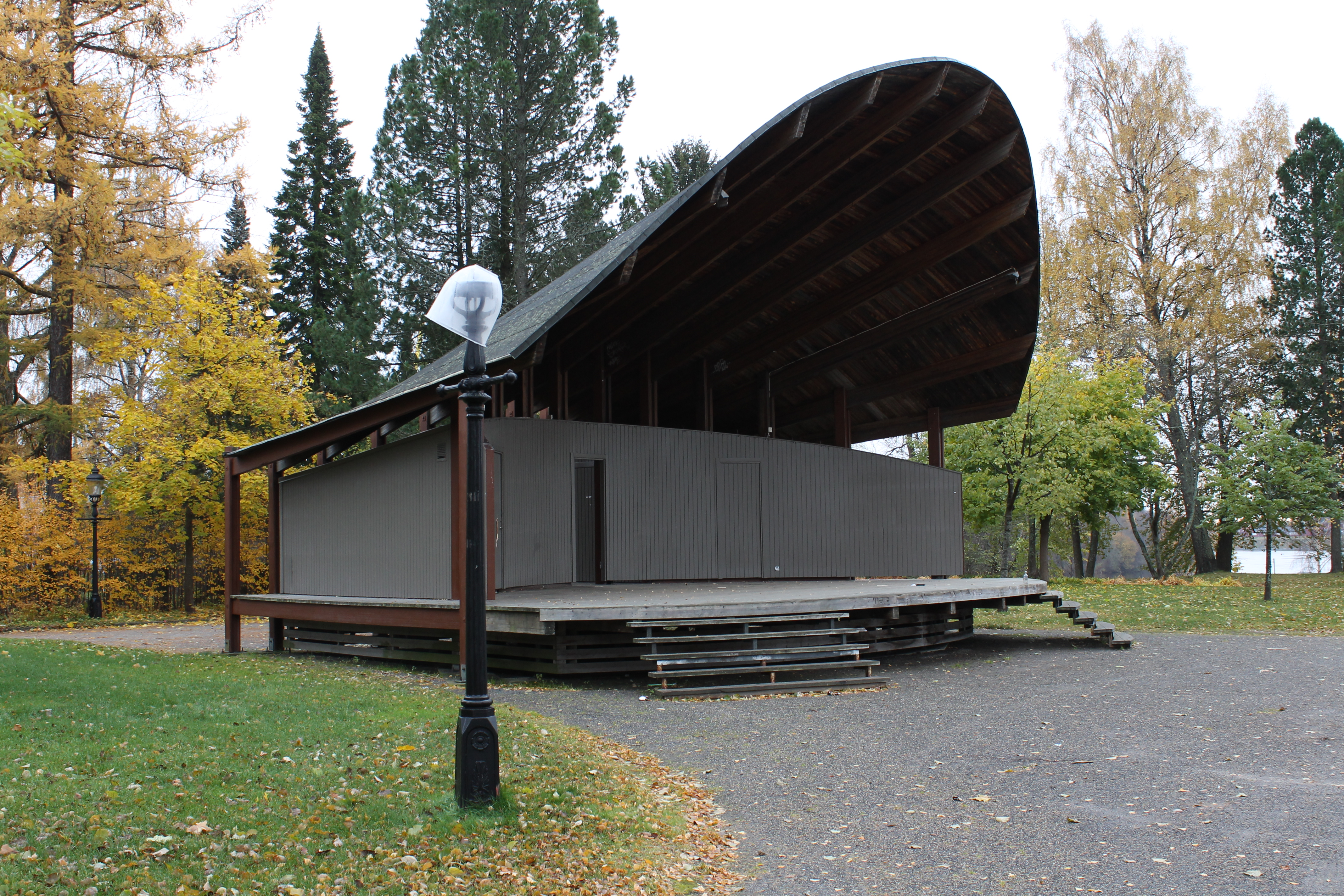
Het theater in het park.